# العلاقات التجارية الهندية الرومانية

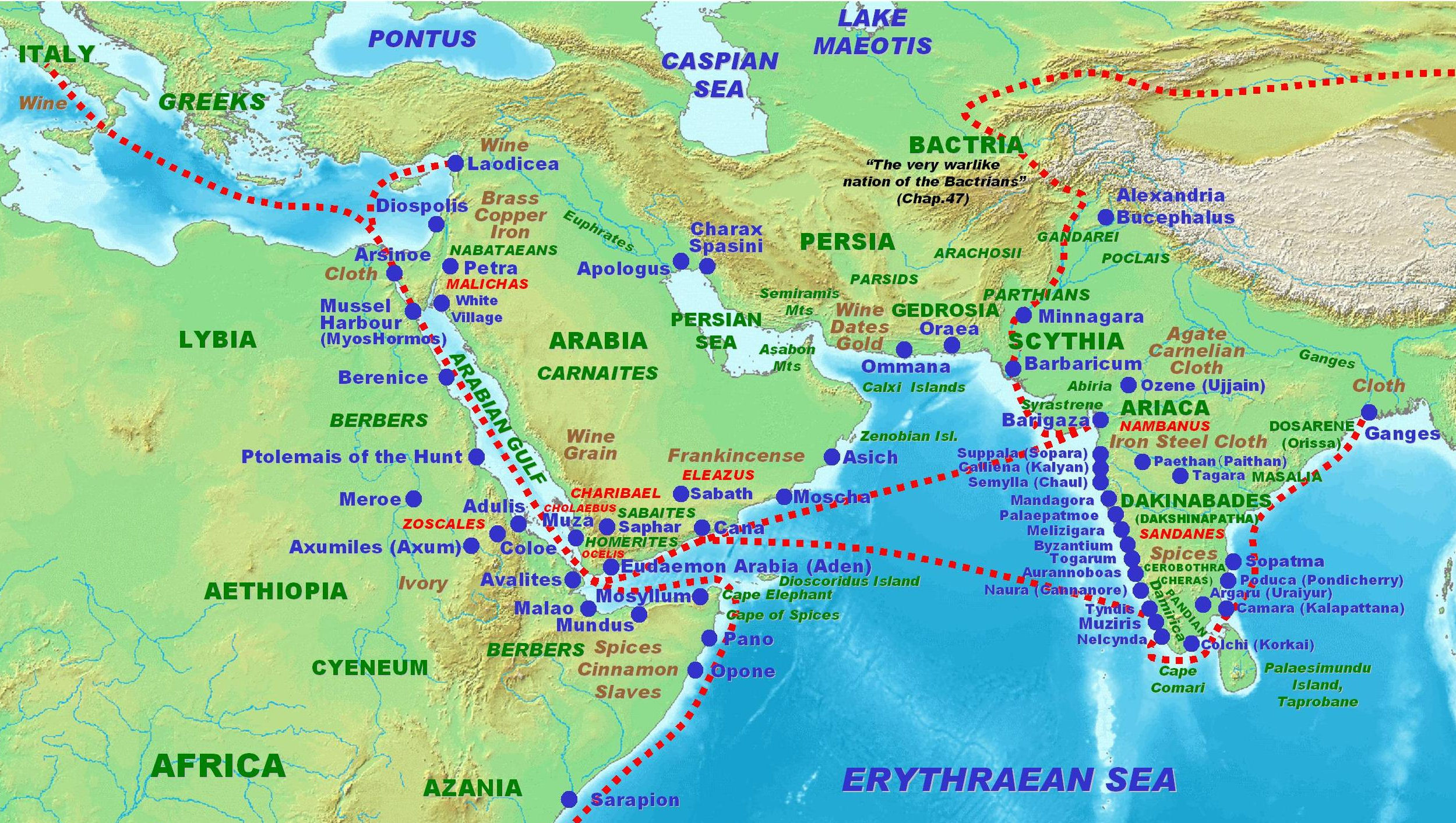

تعني العلاقات التجارية الهندية الرومانية (انظر أيضًا تجارة التوابل وطريق البخور) التجارة بين شبه القارة الهندية والإمبراطورية الرومانية في أوروبا والبحر المتوسط. سبقت التجارة على طرق القوافل البرية عبر آسيا الصغرى والشرق الأوسط، رغم أنها هزيلة نسبيًا بالمقارنة مع الأوقات اللاحقة، طريق التجارة الجنوبي عن طريق البحر الأحمر والرياح الموسمية الذي بدأ مع بداية الحقبة العامة (سي إي) تقريبًا عقب حكم أغسطس وغزوه لمصر في العام 30 ق.م.
ساعد الطريق الجنوبي في تحسين التجارة بين الإمبراطورية الرومانية القديمة وشبه القارة الهندية، إذ يشجب السياسيون والمؤرخون الرومان في السجلات إنفاق الفضة والذهب على شراء الحرير لتدليل الزوجات الرومانيات، ونما الطريق الجنوبي ليحجب طريق التجارة البري ثم يستبدله كليًا.
تردد الرومان واليونانيون على بلاد التاميل القديمة، جنوب الهند وسريلانكا حاليًا، وأمنوا التجارة مع دول التاميل البحرية التابعة لسلالات بانديان وتشولا وتشيرا وأسسوا مستوطنات تجارية أمنت التجارة مع شبه القارة الهندية من قبل العالم الهندي الروماني من زمن سلالة البطالمة قبل عدة عقود من الحقبة العامة حتى وقت طويل بعد سقوط الإمبراطورية الرومانية الغربية. ورد في تأريخ سترابو أن إمبراطور روما أغسطس قد استقبل سفير ملكٍ هندي جنوبي يُدعى بانديان الدراميري في أنطاكية. ذُكرت بلاد البانديا، باندي ماندالا، تحت اسم بانديان البحر المتوسط في الرحماني (دليل ملاحة) ومودورا ريجيا بانديان عند بطليموس. صمدوا بعد خسارة بيزنطة لموانئ مصر والبحر الأحمر (نحو 639 – 645م) تحت ضغط الغزوات الإسلامية. في وقت ما بعد انقطاع الاتصالات بين مملكة أكسوم المسيحية والإمبراطورية الرومانية الشرقية في القرن السابع، أصاب مملكة أكسوم تدهور بطيء، وتلاشت إلى عالم النسيان في المصادر الغربية. استطاعت النجاة، رغم ضغط القوى الإسلامية، حتى القرن الحادي عشر، وقتما أعيد تشكيلها إثر نزاع بين السلالات. عادت الاتصالات إلى حالتها الأولى بعد انحسار القوى الإسلامية.

## خلفية
سيطرت سلالة السلوقيين على شبكة تجارة متطورة مع شبه القارة الهندية التي كانت موجودة قبلًا تحت نفوذ الإمبراطورية الأخمينية. بدأت سلالة البطالمة اليونانية، التي تتحكم بنهايتي الطرق التجارية الغربية والشمالية إلى جنوب الوطن العربي وشبه القارة الهندية، باستغلال فرص التجارة في المنطقة قبل التدخل الروماني، لكن وفقًا لسترابو، لم يكن حجم التجارة بين الهنود واليونانيين قريبًا حتى من حجم التجارة الهندية الرومانية اللاحقة.

يذكر دليل ملاحة بحر اريترا وقتًا لم تنطوِ فيه التجارة البحرية بين مصر وشبه القارة على رحلات بحرية مباشرة. كانت الحمولة تُشحن إلى عدن في ظل هذه الظروف:
«كانت تُدعى عدن، العربية السعيدة بالمحظوظة، كونها كانت مرةً مدينة تتلقى الحمولات من كل من الهند ومصر، لأن السفن الهندية لم تُبحر إلى مصر كما لم تجرؤ السفن المصرية على تجاوز حدود هذا المكان، تمامًا مثلما تتلقى الإسكندرية البضائع المستوردة من مصر وخارجها».
-        غيري كيث يونغ، تجارة روما الشرقية، التجارة الدولية والسياسة الإمبراطورية.
طورت السلالة البطلمية التجارة مع الممالك الهندية باستخدام موانئ البحر الأحمر. مع تأسيس مصر الرومانية، سيطر الرومان على التجارة الموجودة بالفعل وزادوا في تطويرها مستخدمين هذه الموانئ.
كان الجغرافيون الكلاسيكيون أمثال سترابو وبلينيوس الأكبر بطيئين عمومًا في إدراج المعلومات الجديدة في أعمالهم، وبدا أنهم، بالنظر لمكانتهم كباحثين موقرين (أوكتوريتاس)، كانوا متحاملين على التجار الصغار وإفاداتهم الطبغرافية. يمثل معجم الجغرافية لبطليموس كسرًا لهذه القاعدة إذ أنه أظهر انفتاحًا على إفاداتهم ولم يكن ليتمكن من رسم مخطط خليج البنغال بهذه الدقة لولا المعلومات المستقاة من التجار. ربما ليس من المفاجئ إذًا أن مارينوس وبطليموس قد اعتمدا على شهادة بحار يوناني اسمه ألكسندر ليعرفا طريق بلوغ «كاتيغارا» (على الأرجح أنها أوك يو، فيتنام، حيث اكتُشفت مشغولات يدوية رومانية من الفترة الأنطونية) في ماغنوس سينوس (أي خليج تايلاند وبحر الصين الجنوبي) الواقع شرق خيرسونيس الذهبية (أي شبه جزيرة ملايو). في القرن الأول الميلادي، يقدم كاتب دليل ملاحة بحر اريترا المجهول الناطق باليونانية، وهو تاجر من مصر الرومانية، إفادات حية حول المدن التجارية في شبه الجزيرة العربية والهند، مُدرجًا دليلًا حول أوقات السفر عبر الأنهار والقرى، وأماكن إنزال المرساة، ومواقع البلاطات الملكية، وأساليب حياة السكان والبضائع المتواجدة في أسواقهم، وأوقات مفضلة للسفر من مصر إلى هذه الأماكن والاستفادة من الرياح الموسمية، إذ من الواضح أنه قد زار العديد من هذه المواقع.

## بداية الحقبة العامة
قبل التوسع الروماني، كان مختلف شعوب شبه القارة قد أسس تجارة بحرية متينة مع دول أخرى. لم تتزايد أهمية الموانئ الهندية بصورة هائلة، مع ذلك، إلى أن شق اليونانيون البحر الأحمر وأدرك الرومان طبيعة الرياح الموسمية في المنطقة. يظهر في القرنين الأوائل من الحقبة العامة زيادة ملحوظة في التجارة بين غرب الهند وشرق روما عبر البحر. كان التوسع التجاري ممكنًا بسبب الاستقرار الذي جلبته الإمبراطورية الرومانية في ظل أغسطس (27 ق.م – 14م) على المنطقة ما سمح بعمليات استكشاف جديدة وبسك عملات فضية وذهبية حقة.
يتردد ذكر الساحل الغربي للهند الحالية في الأدب، كدليل ملاحة بحر اريترا. اشتُهرت المنطقة بتيارات المد والجزر القوية، والموجات المضطربة، وحوض البحر الصخري، ما شكل خطورة على النقل البحري. كانت المراسي تعلق في الموجات مسببة انقلاب المراكب أو تحطمها. اكتُشفت مراسٍ حجرية قرب بيت دواركا، جزيرة تقع في خليج كوتش، تعود لسفن فُقدت في البحر. بدأت البعثات الاستكشافية الساحلية والبحرية حول بيت دواركا منذ العام 1983. تتضمن المكتشفات أغراضًا رصاصية وصخرية مدفونة في المواد الرسوبية اعتُبرت مراسيًا بسبب ثقوبها المحورية. رغم كونه غير مرجح بقاء هياكل من حطام السفن، حصلت تنقيبات بحرية في عامي 2000 و 2001 على سبع جرات مختلفة الأحجام، ومرساتين رصاصيتين، واثنتين وأربعين مرساة صخرية مختلفة الأنوع، ومؤونة من الأواني الخزفية، وسبيكة رصاصية دائرية. كانت بقايا الجرات مصنوعة من القماش السميك الغليظ ذو السطح الخشن، ما كان يُستخدم لتصدير النبيذ وزيت الزيتون من الإمبراطورية الرومانية. وصل علماء الآثار إلى نتيجة مفادها أن معظم هاته الجرات كانت جرات نبيذ، باعتبار الطلب على زيت الزيتون كان أقل في شبه القارة.